# Bombardement op Nijmegen (22 februari 1944)
Het geallieerde bombardement op Nijmegen van 22 februari 1944 was een bombardement van de United States Army Air Forces (USAAF) op de stad Nijmegen in Nederland, dat destijds werd bezet door nazi-Duitsland. Amerikaanse vliegtuigen lieten op die dag rond half twee 's middags vele honderden bommen vallen op de Nijmeegse binnenstad. Vooral het echte centrum van de stad (de "Bovenstad") werd hierdoor zwaar getroffen, de Benedenstad leed minder schade. 
Bij dit wat betreft omvang op een na grootste bombardement op een Nederlandse stad tijdens de Tweede Wereldoorlog vielen ca. 800 burgerslachtoffers door nalatigheid bij het bombarderen van een militair doelwit. Daarnaast werd een groot deel van het historische centrum van Nijmegen vernietigd. Slechts een klein deel hiervan is na de oorlog weer in de min of meer oorspronkelijke staat heropgebouwd.

## Achtergrond
De geplande aanval was onderdeel van de zogenaamde 'Big Week' (officiële naam: Operation Argument), een reeks geallieerde bombardementen op Duitse vliegtuigfabrieken om de Luftwaffe aanzienlijk te verzwakken in de voorbereiding van D-Day (juni 1944). Op 20 en 21 februari waren de eerste bombardementen uitgevoerd.
Het was bij de geallieerde luchtmacht destijds gebruikelijk dat, als door omstandigheden het primaire doelwit niet kon worden bereikt, er secundaire doelwitten werden aangevallen als dat goed uitkwam. Dit werden gelegenheidsdoelen (targets of opportunity) genoemd. Omdat een bombardeeroperatie riskant en duur is (vanwege vijandig vuur en brandstof) en het hoofddoel dikwijls niet kan worden geraakt, kan met een gelegenheidsbombardement de vijand alsnog een belangrijke slag worden toegebracht, waarmee de operatie toch nog een gedeeltelijk succes kan worden en de inzet deels worden beloond. Het spoorweggebied van Nijmegen was aangemerkt als zo'n gelegenheidsdoel, omdat bekend was dat de Duitsers het gebruikten voor wapentransport. Er stond bovendien druk op de vliegers om vooral maar iets te bombarderen, omdat het met ongebruikte bommen onveilig landen was; bovendien, de vliegers kregen verlof zodra ze 25 bombardementen hadden uitgevoerd.

## Verloop

### Gotha-missie afgeblazen
177 Amerikaanse bommenwerpers van het type B-24 Liberator, begeleid door enkele tientallen jagers van de typen P-38, P-47 en P-51, stegen 22 februari 's ochtends om 9.20 uur op vanuit de vliegbasis RAF Bungay bij het Engelse dorpje Flixton. Zij vlogen richting de Duitse stad Gotha met als doelwit de Gothaer Waggonfabrik, waar onder andere Messerschmitt-jachtvliegtuigen werden gemaakt. Hiervoor moest men vier uur lang over Duits grondgebied vliegen, wat het tot een zeer riskante missie maakte. Als Gotha niet kon worden bereikt, dan was Eschwege het doel, en als dat ook niet lukte, dan moesten de piloten zelf op de terugweg naar Engeland een gelegenheidsdoel in Duitsland uitzoeken.
Toen de groep op weg naar Duitsland Nijmegen om 12.14 uur (CET) passeerde, liet seinwachter Van Os het luchtalarm afgaan en zochten de Nijmegenaren dekking in schuilkelders tot de kust veilig was. Kort daarna, rond 13.00 uur, zo'n 10 mijl voorbij de Nederlands-Duitse grens, kregen de bommenwerpers van het commando te horen dat de aanval moest worden afgeblazen omdat het boven Gotha te bewolkt zou zijn voor een effectief bombardement; men kreeg het bevel om terug te keren naar Engeland. Ook Eschwege lag nog ver buiten bereik, dus gelegenheidsdoelen op de weg terug kwamen nu in aanmerking.

### Bombardement

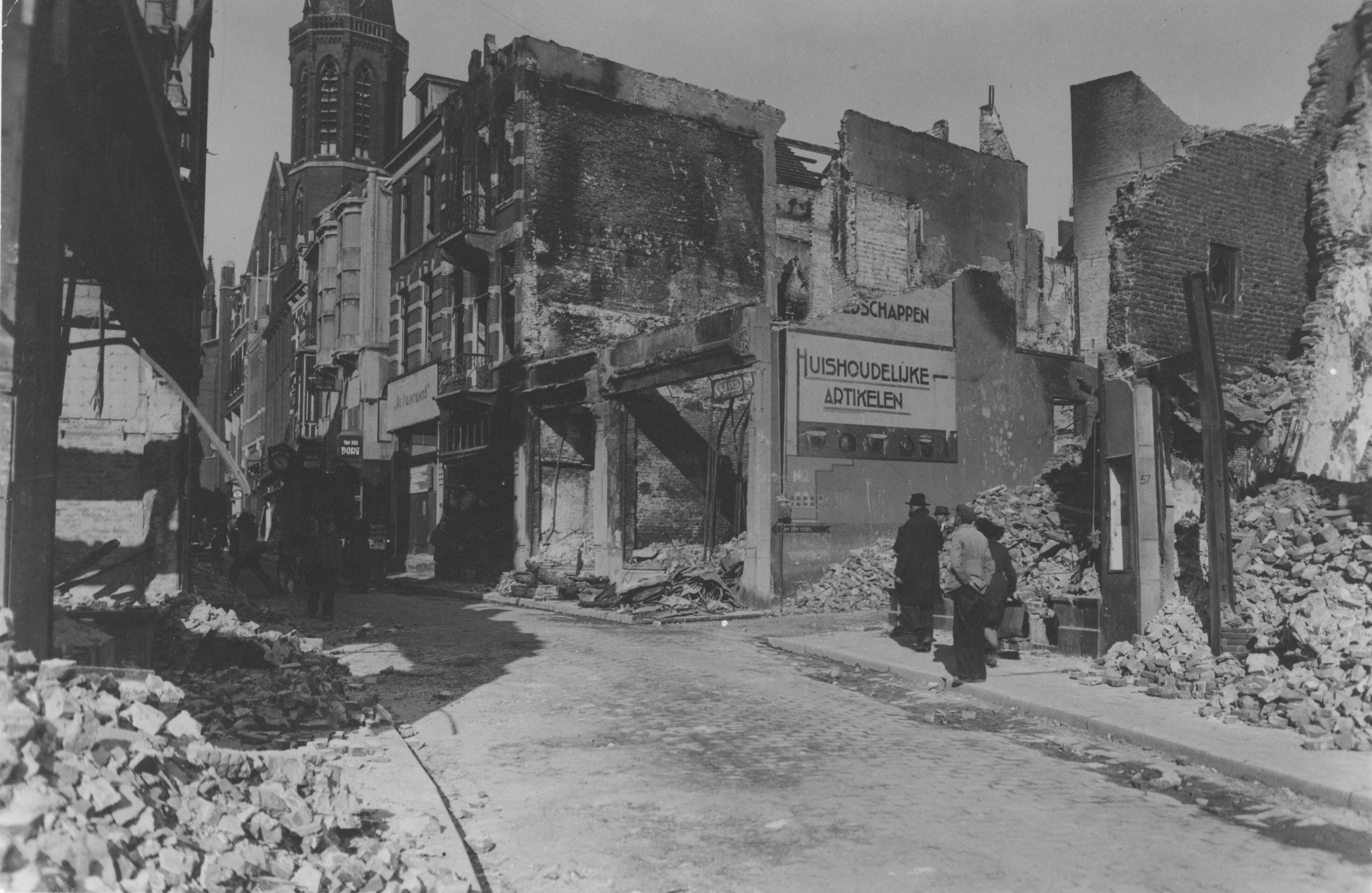
Door bombardementen verwoeste panden in de Broerstraat, gezien vanuit de toenmalige Korte Molenstraat.

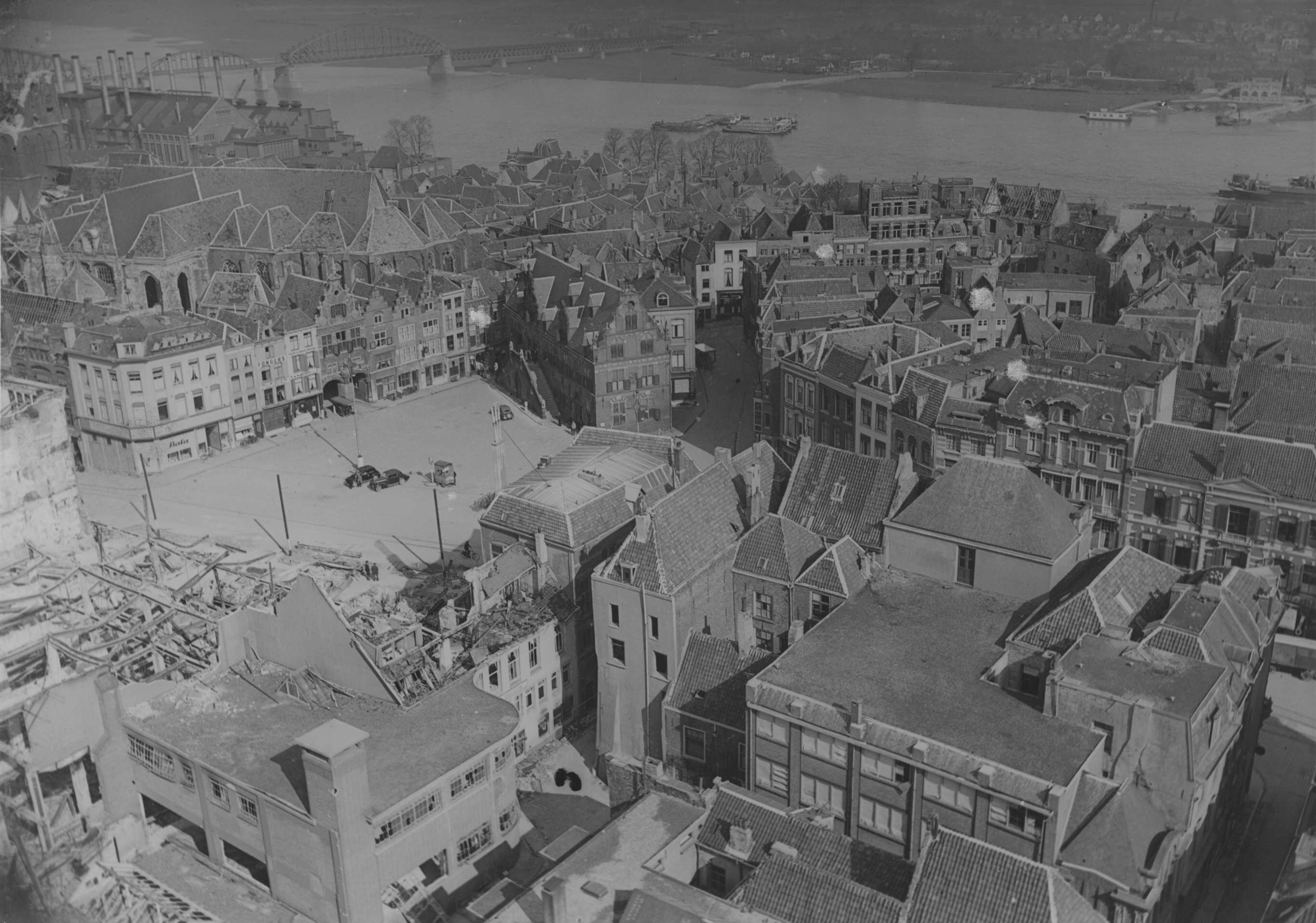
De oorlogsschade kort na het bombardement; links de Grote Markt en boven de spoorbrug, rechts de Benedenstad; gezien vanuit de toren van de Sint-Dominicuskerk

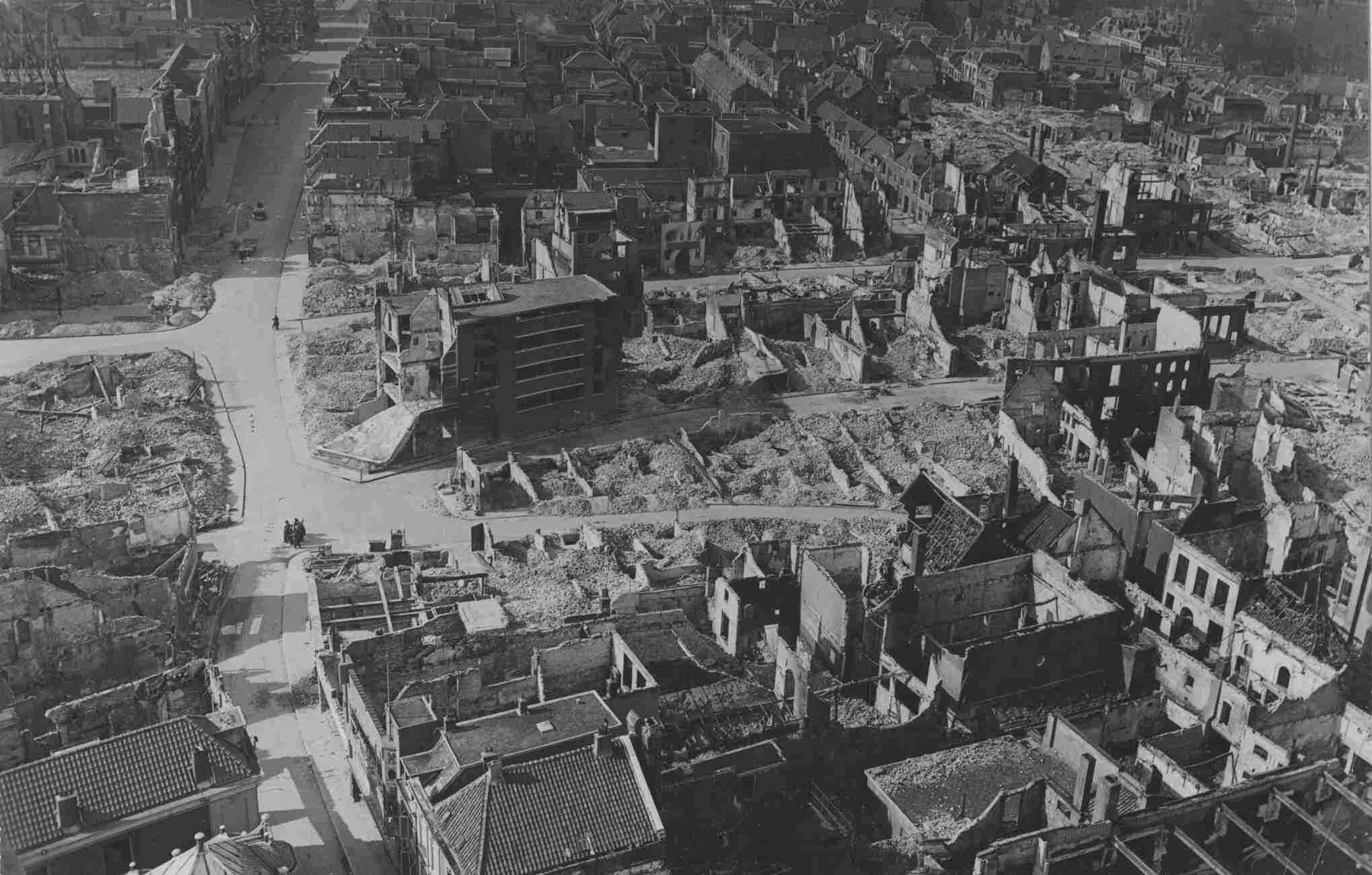
Luchtfoto vanaf de kerktoren van de Sint-Dominicuskerk op de verwoeste binnenstad kort na het bombardement. Het zwaar verwoeste gebied in het midden is later Plein 1944 geworden.

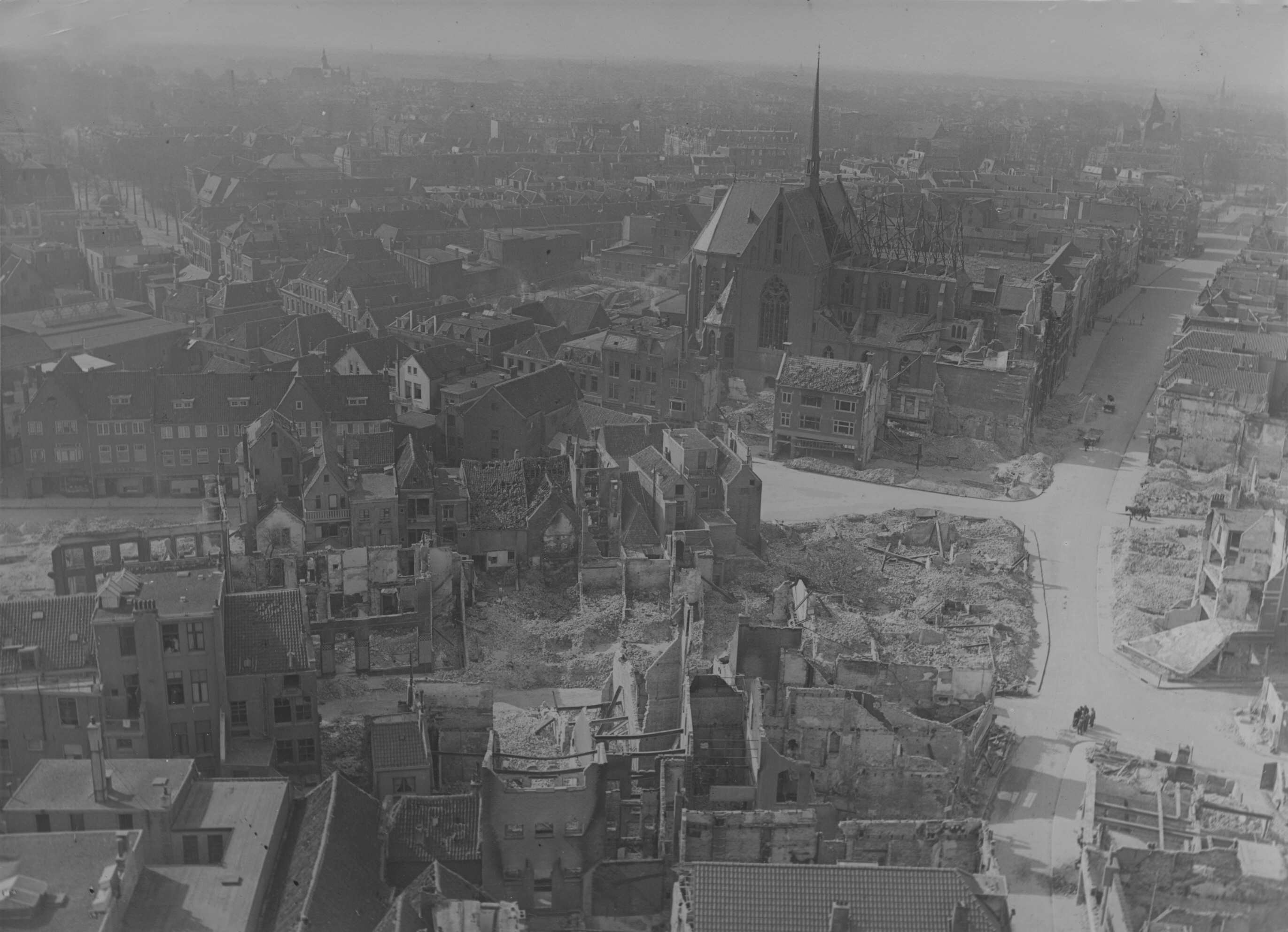
Zicht vanaf de Dominicuskerk op (in het midden) de deels verwoeste Molenstraatkerk kort na het bombardement; rechts vooraan ook de Broerstraat

Tegelijkertijd omkeren met honderden vliegtuigen die in formatie moesten blijven vliegen was erg moeilijk en werd een grote chaos, waarbij de groep uiteenviel in verschillende eskaders die zelf allemaal de weg naar Engeland terug zochten. Onderweg keek men naar gelegenheidsdoelen en uiteindelijk werden Nijmegen, Arnhem, Deventer en Enschede uitgekozen en aangevallen. Bij het bombardement op Arnhem vielen op diezelfde dag 57 doden, in Enschede 41 (naast 42 zwaargewonden).
Het eskader dat die dag naar Nijmegen vloog, bestond uit twaalf Liberators van de 446e BG (Bombardementsgroep), waarbij twee verdwaalde Liberators van de 453e BG zich aangesloten hadden. De vliegers waren van tevoren slecht geïnformeerd over of Nijmegen een Nederlandse of Duitse stad was, of door Duitsers bezette steden wel of niet mochten worden gebombardeerd en zo ja op wat voor manier, en men was nalatig in het uitzoeken welke steden men precies ging bombarderen, mede door miscommunicatie vanwege technische problemen zoals een vastzittende zendsleutel van een van de radiotelegrafisten, waardoor ook de communicatie met en tussen andere vliegtuigen bemoeilijkt werd.
Om 12:36 vlogen er ruim 150 vliegtuigen van west naar oost over de stad. Op dat moment gebeurde er verder niets bijzonders.  Seinwachter Van Os gaf om 13.16 uur het sein "veilig". Om onduidelijke redenen heeft hij het luchtalarm geen tweede keer geluid zodra 14 van de vliegtuigen terugkeerden in het Nijmeegse luchtruim, luttele minuten na dit eerste bericht, waardoor er deze keer niet ruim van tevoren massaal dekking werd gezocht. Naderhand verklaarde Van Os dat hij pas weer het luchtalarm luidde toen hij explosies hoorde vanuit het stadscentrum.
Om 13.28 uur werden er 144 brisantbommen afgeworpen van elk 500 pond, en 426 twintig-ponds splinterbommen. Het eigenlijke gelegenheidsdoel, het stationsterrein, werd met succes geraakt, maar een aanzienlijk deel van de bommen viel in het centrum op woonhuizen en andere burgerdoelen, waarbij honderden onschuldige en ongewapende burgers omkwamen.
Achteraf beweerden officiële geallieerde bronnen dat de piloten dachten dat zij nog boven Duitsland vlogen en Nijmegen hadden aangezien voor de Duitse steden Kleef of Goch. Het bombardement is dan ook lange tijd algemeen doorgegaan voor een vergissing van geallieerde zijde. Sommige vliegers verklaarden echter zelf een uur na de landing in Engeland al dat ze Nijmegen hadden gebombardeerd. Een navigator meldde dit zelfs al terwijl hij nog in de lucht was, korte tijd na het bombardement.

## Schade en slachtoffers

### Omgekomen burgers
Officieel kwamen er bij dit bombardement in totaal 773 mensen om het leven, vrijwel allemaal burgers, hetgeen werd toegeschreven aan nalatigheid bij het bombarderen van een militair doelwit in de stad. 705 van hen stierven op de dag van het bombardement zelf, nog eens 68 anderen bezweken later aan hun verwondingen. Bij 15 door het bombardement omgekomen slachtoffers (vier kinderen, tien vrouwen en één man) is identificatie nooit gelukt. Maar waarschijnlijk ligt het werkelijke aantal doden hoger, omdat onderduikers niet meegeteld konden worden. Het is daarmee vermoedelijk het dodelijkste bombardement op Nederlands grondgebied uit de geschiedenis. 
Onder de doden waren relatief veel kinderen; de Montessori-kleuterschool en de sociëteit van JMJ aan de Lange Burchtstraat werden vol getroffen, waarbij zeker 24 kinderen en acht geestelijken het leven lieten. Enkele bommen troffen het Valkhof en Kelfkensbos, met hier zeker 35 doden tot gevolg, vooral door splinterbommen. Op het Stationsplein (nabij het eigenlijke doelwit) vielen 80 doden.
Ter vergelijking: bij het bombardement op Rotterdam van 14 mei 1940 – dat sterker in het collectieve geheugen zit – vielen 711 dodelijke slachtoffers.

### Materiële schade
Een groot deel van de historische, deels nog middeleeuwse Nijmeegse binnenstad werd door de Amerikaanse vliegers vernietigd (later zou hier ook nog de schade door Operation Market Garden bij komen). Pas op 24 februari waren alle branden in de stad gedoofd.

#### Verwoestingen in de Bovenstad
Een flink stuk van de Ziekerstraat behoorde tot de zwaarst getroffen zones, evenals het gebied daartussen tot en met de Burchtstraat (destijds de Korte en Lange Burchtstraat) en de aangrenzende straten Korte en Lange Nieuwstraat. De Houtmarkt, een andere zijstraat die hier liep, is geheel verdwenen.. Ook de aangrenzende Broerstraat werd bijna helemaal getroffen (afgezien van de kerk, die later echter alsnog is verwoest). Tot de zwaar getroffen straten behoorden eveneens de Augustijnenstraat, de toenmalige Kroonstraat en Achter Valburg en de oude Doddendaal, vooral het oostelijk deel hiervan. De Molenstraat lag net op de rand van het getroffen gebied en werd voornamelijk aan de noordzijde getroffen, inclusief de Korte Molenstraat. De Grote Markt werd alleen aan de zuidzijde getroffen. Verder werden bijna alle gebouwen getroffen van de Katholieke Universiteit Nijmegen, die destijds in de binnenstad was gevestigd.
De verwoesting was vrijwel totaal in het gebied dat tegenwoordig overeenkomt met Plein 1944. Hier lagen tot aan het bombardement onder meer de Oude Varkensmarkt en Zeigelbaan en delen van de oorspronkelijke Houtstraat en Bloemerstraat. Dit stadsdeel is na de oorlog compleet opnieuw ingericht. De naam van het plein herinnert nog altijd aan het bombardement.
Er werden bij dit bombardement vier kerken in het stadscentrum verwoest, waarvan later alleen de Grote of Sint-Stevenskerk volledig is gerestaureerd. Ook de Sint-Augustinuskerk raakte ernstig beschadigd, de restanten hiervan zijn in 1947 opgeblazen. De eveneens verwoeste Sint-Franciscuskerk werd nog datzelfde jaar geheel afgebroken. De Molenstraatkerk werd bij de ingang zwaar verwoest, maar kon toch deels worden behouden; de nog intacte fundamenten zijn bij de heropbouw gebruikt als basis.

#### Verwoestingen in de Benedenstad
De Benedenstad werd bij dit bombardement over het algemeen veel minder zwaar getroffen dan de Bovenstad. De Commanderie van Sint Jan, een van de alleroudste gebouwen in de stad, raakte echter zwaar beschadigd. Er werden bovendien veel woningen verwoest aan de Stikke Hezelstraat, die precies op de grens van Boven- en Benedenstad loopt; hier vielen ook veel burgerslachtoffers.

#### Het station
Het oude spoorwegstation, het eigenlijke doelwit van de Amerikaanse vliegers, werd inderdaad ook flink getroffen. Het station stond hierna in eerste instantie toch nog deels overeind. Enkele maanden later werd het echter nog eens door de Duitsers gebombardeerd. Na de oorlog is het station alsnog geheel gesloopt en vervangen door het huidige station, dat op dezelfde plek staat.

## Geallieerde en Duitse reacties

Oproep voor financiële steun van het actiecomité Opbouw Nijmegen, oktober 1945, vanwege de schade die Nijmegen zowel door het bombardement van 22 februari 1944 als door Operatie Market Garden had geleden

De Duitse bezetters meldden dat de Nederlandse regering in ballingschap toestemming had gegeven voor het bombardement op Nijmegen en dus dat het een bewust bombardement was. Zij deden verwoede pogingen om het bombardement te gebruiken voor propaganda: er werden posters opgehangen op openbare plekken met teksten zoals 'Van je vrienden moet je het maar hebben' en 'Anglo-Amerikaanse Terreur'. Ook in de door de Duitsers gecontroleerde kranten werd flink uitgehaald naar de geallieerden en de Nederlandse regering in ballingschap, waarvan er een bijvoorbeeld opmerkte: "De Anglo-Amerikaanse piraten der lucht hebben de opdrachten van hun joods-kapitalistische leiders ditmaal weer met bijzonder goede resultaten uitgevoerd". De propaganda lijkt echter ineffectief te zijn geweest: de Amerikaanse troepen werden zeven maanden later als helden ontvangen door de bewoners. Interne bronnen van het Departement van Volksvoorlichting en Kunsten suggereren dat de propaganda zelfs averechts zou kunnen hebben gewerkt.
Al meteen de volgende dag startte de geallieerde luchtmacht een onderzoek: de voor die dag geplande bombardementen werden afgelast (mede vanwege slecht weer) en alle betrokken vliegers en briefingsofficieren werden vastgehouden op de basis en ondervraagd. De omvang van de ramp was op 23 februari nog niet opgehelderd, maar tijdens de aanval gemaakte Amerikaanse luchtfoto's, die de Nederlandse kapitein-luitenant-ter-zee Cornelis Moolenburgh via de RAF in handen kreeg, lieten geen twijfel bestaan over het feit dat Nijmegen (en dan vooral burgerdoelen in het centrum), Arnhem en Enschede waren geraakt. Molenburgh liet dit aan de Nederlandse ambassadeur Edgar Michiels van Verduynen weten, die de Amerikaanse ambassadeur Anthony Joseph Drexel Biddle, Jr. (die nog van niets wist) hiermee confronteerde in de aanwezigheid van de Nederlandse koningin Wilhelmina. Biddle informeerde spoedig de Amerikaanse president Roosevelt. Amerikaans luchtmachtcommandant Henry Arnold was boos toen hij erachter kwam dat de Nederlandse ambassade eerder op de hoogte was gesteld dan hijzelf en ontzegde Moolenburgh voortaan inzage in USAAF-documenten via de RAF (die Moolenburgh echter nog steeds via de officier van de geheime dienst Kingman Douglass kon krijgen). Ook weigerde de USAAF verkenningsvliegtuigen uit te sturen om luchtfoto's te maken van de precieze schade in de drie steden, waarop de RAF aanbood dit te doen en deed. Wilhelmina eiste een schriftelijke verklaring voor wat er gebeurd was en kreeg die ook, al is onbekend wat daar in stond.
De Amerikaanse legerleiding trok relatief laat lessen uit het rommelig uitgevoerde bombardement, dat de burgerbevolking van een bondgenoot hard had geraakt. Pas vanaf half mei 1944 werden er orders gegeven om gelegenheidsdoelen uit te zoeken op minstens 30 kilometer van de grens met Nederland.

## Naoorlogs onderzoek
De Nederlandse regering in ballingschap in Londen slaagde er dankzij de militaire inspanningen van de Amerikaanse en de andere Geallieerde legers in zich op het vasteland te herstellen in mei 1945. Zij probeerde kritiek te vermijden op de landen waarvan het afhankelijk was voor haar bevrijding en toekomstige veiligheid. Derhalve besloten nationale en lokale autoriteiten decennialang grotendeels te zwijgen over de rampzalige gebeurtenis, waardoor verdriet en vragen van overlevenden en nabestaanden onbeantwoord bleven en wilde complottheorieën over de 'ware' toedracht konden bloeien. Hoewel van officiële zijde het lang een 'vergissingsbombardement' werd genoemd, als ware Nijmegen het verkeerde doelwit, heeft historisch onderzoek naderhand uitgewezen dat de aanval wel degelijk doelbewust was gekozen, maar zeer slecht was uitgevoerd.
Er is van geallieerde zijde en regeringszijde decennialang volgehouden dat het bombardement geheel en al een vergissing was en de vliegers niet zouden hebben geweten dat ze Nijmegen hadden gebombardeerd. Dit tot grote frustratie van de Nijmeegse bevolking, die worstelde met vragen waarop geen antwoord kwam. Over de ware toedracht ontstonden de wildste geruchten en meest vergezochte complottheorieën, die weliswaar zeer onwaarschijnlijk waren en elkaar allemaal tegenspraken, maar tegemoetkwamen aan de sterke behoefte om een verklaring te hebben voor de tragische gebeurtenissen.

### Brinkhuis (1984)
Uiteindelijk heeft amateurhistoricus Alfons Brinkhuis, die zelf als 10-jarig jongetje op de bewuste dag het bombardement in Enschede meemaakte, als eerste uitgebreid onderzoek gedaan in archieven en tientallen ooggetuigen gesproken en in de zomer van 1984 zijn conclusies gepubliceerd in De Fatale Aanval 22 februari 1944. Opzet of vergissing? De waarheid over de mysterieuze Amerikaanse bombardementen op Nijmegen, Arnhem, Enschede en Deventer. Hiermee verbrak hij een taboe en kwamen veel feiten voor het eerst aan het licht, al is een deel van zijn speurwerk inmiddels achterhaald. Brinkhuis' 7 conclusies waren:
1. Honderden bommenwerpers konden door het hoge wolkendek niet verzamelen en moesten daardoor de missie voortijdig afbreken.
2. Het formeren van de aanvalsgroep was nog niet voltooid voordat Duitse jagers al boven de Noordzee een onverwachte aanval deden.
3. Er was miscommunicatie vanwege weersomstandigheden, de Amerikaanse Mandrell-stoorzender en vooral de vastzittende zendsleutel, waardoor de meeste vliegtuigen geen verifieerbare berichten naar de bases konden sturen (maar nog wel omgekeerd).
4. Door de miscommunicatie ontvingen sommige eenheden de recall eerder dan anderen en moesten zij zelf, ver buiten de gebruikelijke routes, gelegenheidsdoelen uitkiezen.
5. Door wind werden de vliegtuigen meer naar het westen gedreven zonder dat ze het merkten (door de wolken konden ze niet zien boven welk land ze vlogen).
6. De Norden-bomrichtapparaten waren ingesteld op Gotha als doelwit; er was geen tijd om ze opnieuw in te stellen en daarom waren precisiebombardementen onmogelijk.
7. Navigators vlogen altijd op basis van schema's, zij waren niet getraind om zich te oriënteren op het landschap. Daardoor kon men verdwalen als van het plan werd afgeweken.

### Rosendaal (2006-2009)
Historicus Joost Rosendaal startte in 2006 een nieuw onderzoek naar het bombardement, dat uiteindelijk in 2009 verscheen als Nijmegen '44. Verwoesting, verdriet en verwerking. Daarin noemde hij het geen "vergissingsbombardement", maar een gelegenheidsbombardement. Rosendaal wil niet van een 'vergissing' spreken, omdat de Amerikanen nalatig waren met het goed identificeren van welke stad ze voor hun bommen hadden uitgekozen. "Er is bewust een gelegenheidsdoel gebombardeerd, dat echter niet eensluidend geïdentificeerd was."
Het dodental liep volgens Rosendaal verder op door een 'rampzalige samenloop van omstandigheden'. Zo was de telefoniste die normaal gesproken de hulpverlening aanstuurde tijdens de aanval omgekomen; zonder haar kwam de communicatie veel trager op gang. Veel waterleidingen waren verwoest, waardoor bluswerkzaamheden een stuk lastiger werden en langer duurden. Tientallen mensen die nog in leven waren, maar onder het puin vast zaten, kwamen om toen de zich verspreidende vuren hen bereikten voordat ze konden worden geblust.

## Nalatenschap
Hoewel het geallieerde bombardement op Nijmegen vermoedelijk dus meer burgerslachtoffers eiste dan het Duitse bombardement op Rotterdam aan het begin van de oorlog, is er nationaal altijd veel minder aandacht aan geschonken. De Nijmeegse bevolking werd niet geacht haar gevoelens te uiten, omdat het bombardement was uitgevoerd door een bevriende natie. Bovendien werd officieel volgehouden dat het om een 'vergissingsbombardement' ging en verhuld dat het Nijmeegse stationsgebied wel degelijk het bij gelegenheid beoogde doelwit was. Veel nabestaanden hebben het woord 'vergissing' altijd heel pijnlijk gevonden.
Tijdens de wederopbouw is het Nijmeegse centrum grotendeels helemaal opnieuw ingericht, waarbij ook veel oude panden die in de oorlog minder zwaar waren beschadigd alsnog zijn gesloopt.
De herinnering aan het februaribombardement overschaduwt die aan de Slag om Nijmegen, de verwoestende bevrijding van de stad tijdens Operatie Market Garden in september 1944, en aan de vijf maanden daarna, waarin Nijmegen een veelvuldig bestookte frontstad was. Hierbij vielen er nogmaals honderden doden, die wellicht voorkomen hadden kunnen worden als de stad was geëvacueerd. 
De in totaal ruim tweeduizend doden in Nijmegen vormen 7% van alle burgerslachtoffers van Nederland tijdens de oorlog, hetgeen ver boven het gemiddelde ligt. Bovendien wist men lang niet wat men met zulke slachtoffers aan moest; er waren genoeg monumenten voor soldaten en verzetsstrijders, maar niet voor burgerdoden, en ze maakten ook geen deel uit van officiële herdenkingen.
Na het bombardement werden honderden slachtoffers noodgedwongen begraven in een massagraf aan de Begraafplaats Graafseweg. Een eigen monument voor deze slachtoffers kwam hier pas in 2006. Ook liggen hier slachtoffers uit de tijd dat Nijmegen frontstad was vanwege Operation Market Garden.

## Herdenkingen
Pas in 1984 werd er voor het eerst een herdenking gehouden. In 1994 werden op het jaarlijkse Nijmeegse vertelfestival onder grote belangstelling voor het eerst publiekelijk ooggetuigen en overlevenden aan het woord gelaten, na 50 jaar zwijgen. Pas in 2000 kwam er ook een monument voor de burgerslachtoffers ('De Schommel' op het Raadhuishof). Jaarlijkse herdenkingsbijeenkomsten op 22 februari werden in de jaren 2010 door steeds meer mensen bijgewoond.

## Individuele verhalen
Een postuum bekend geworden slachtoffer van het bombardement is de uit Oostenrijk afkomstige kinderarts H.F. Peljak. Peljak had een praktijk aan de Kronenburgersingel, die tijdens het bombardement vol geraakt werd. Peljak en zijn hele gezin kwamen om het leven. Het verhaal van deze arts is later verteld door een man die als baby bij het bombardement zelf ternauwernood aan de dood ontsnapte; zijn moeder had op de dag voor het bombardement besloten om direct met hem naar de kinderarts te gaan, en niet pas de volgende dag.

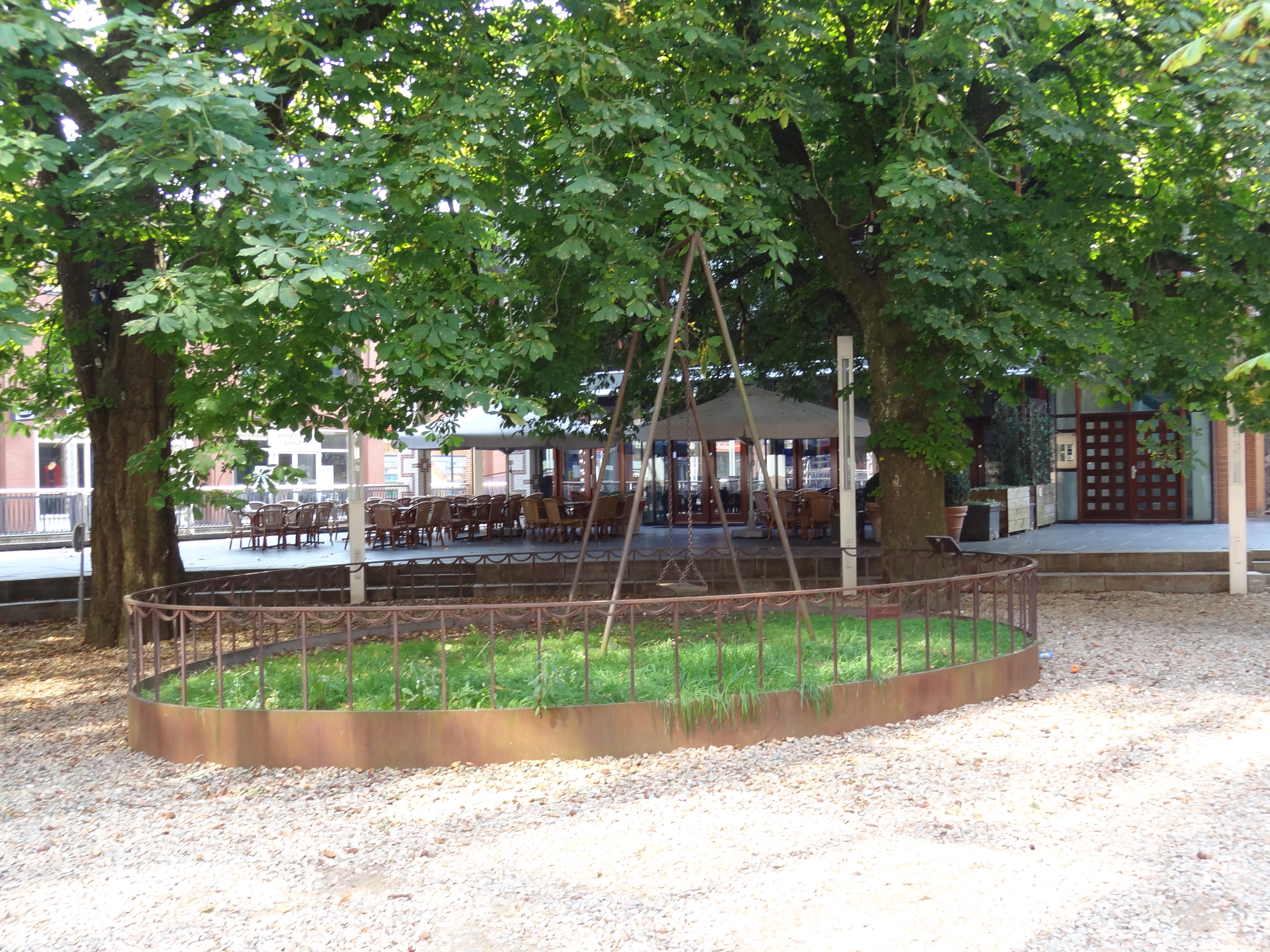
Monument 'De Schommel' op de Raadhuishof (2000) gedenkt de burgerslachtoffers van het bombardement.
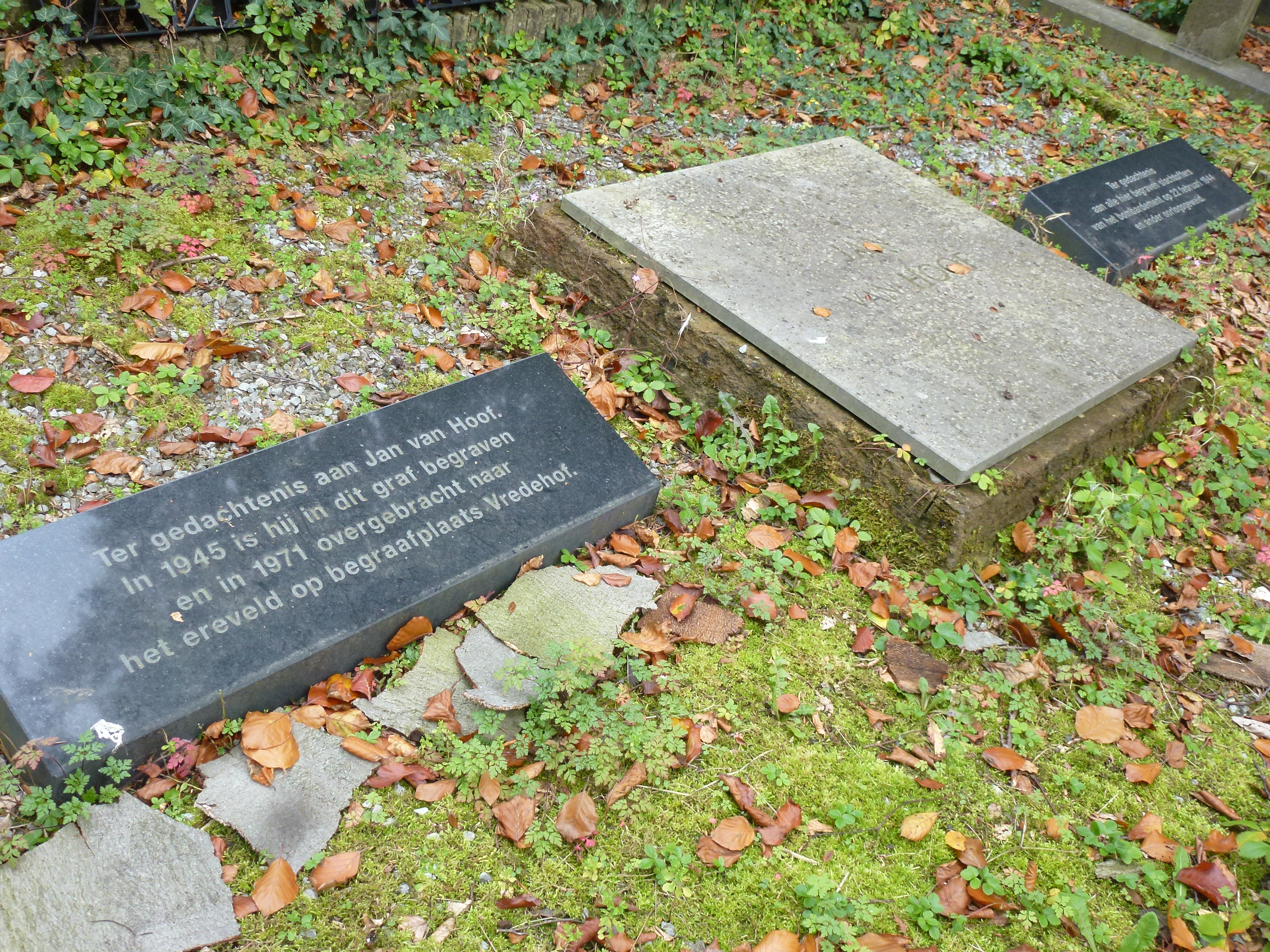
Begraafplaats Daalseweg, monument slachtoffers 22-02-1944
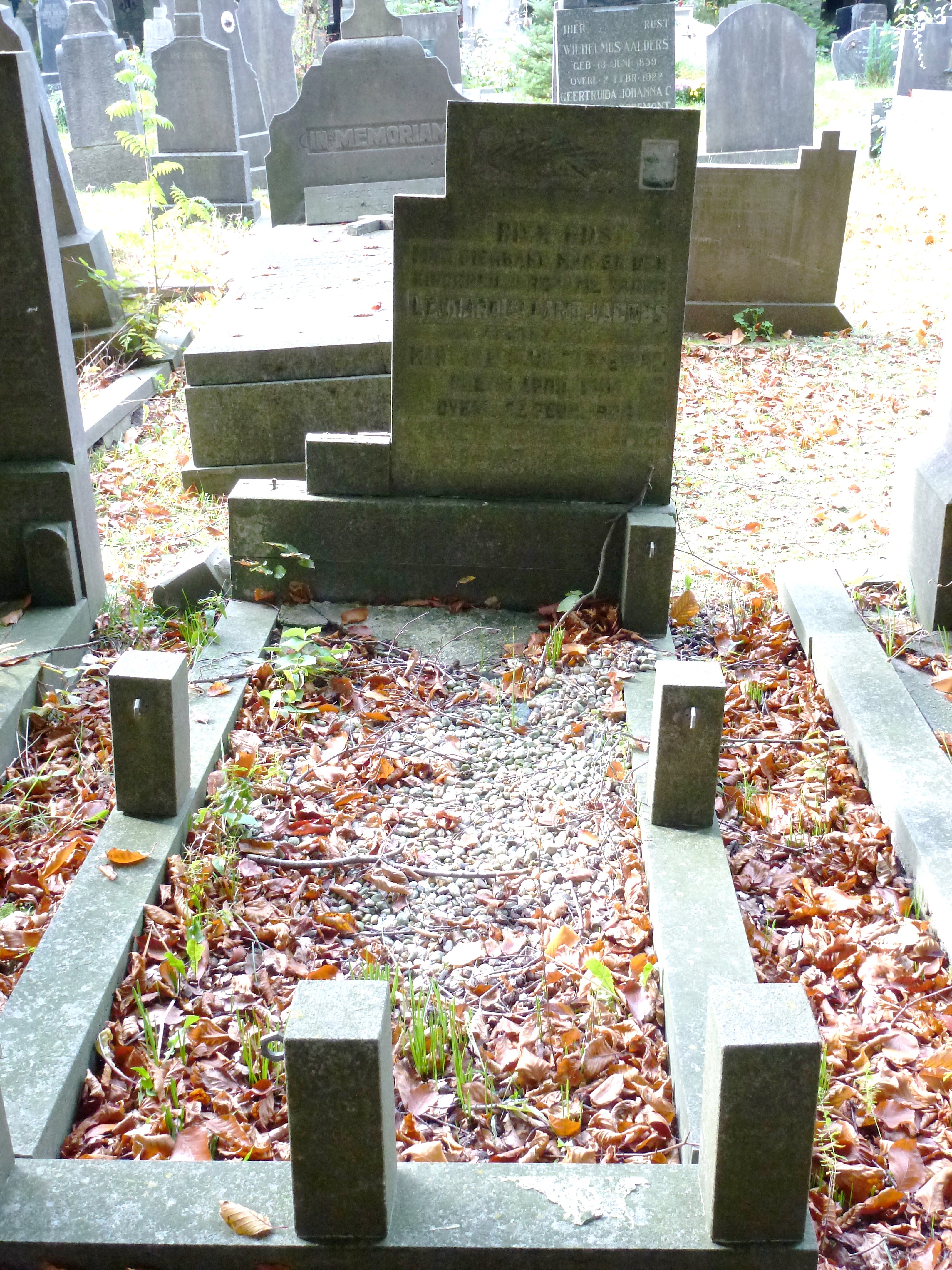
begraafplaats Daalseweg, Graf Leo Jacobs seinwachter op St. Stevenstoren, 22-02-1944.
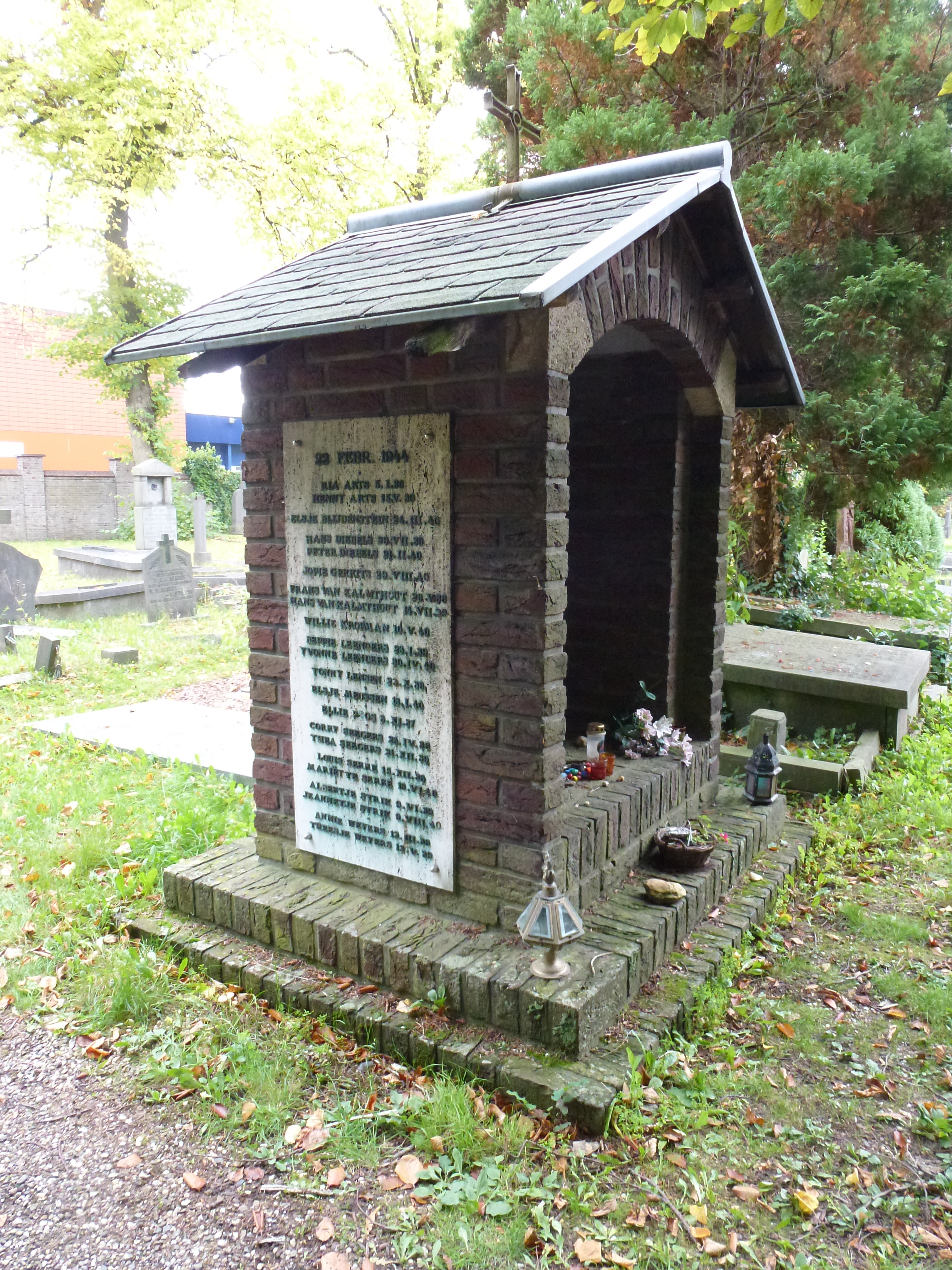
Begraafplaats Daalseweg, kapel met links lijst kinderslachtoffers 22-02-1944.
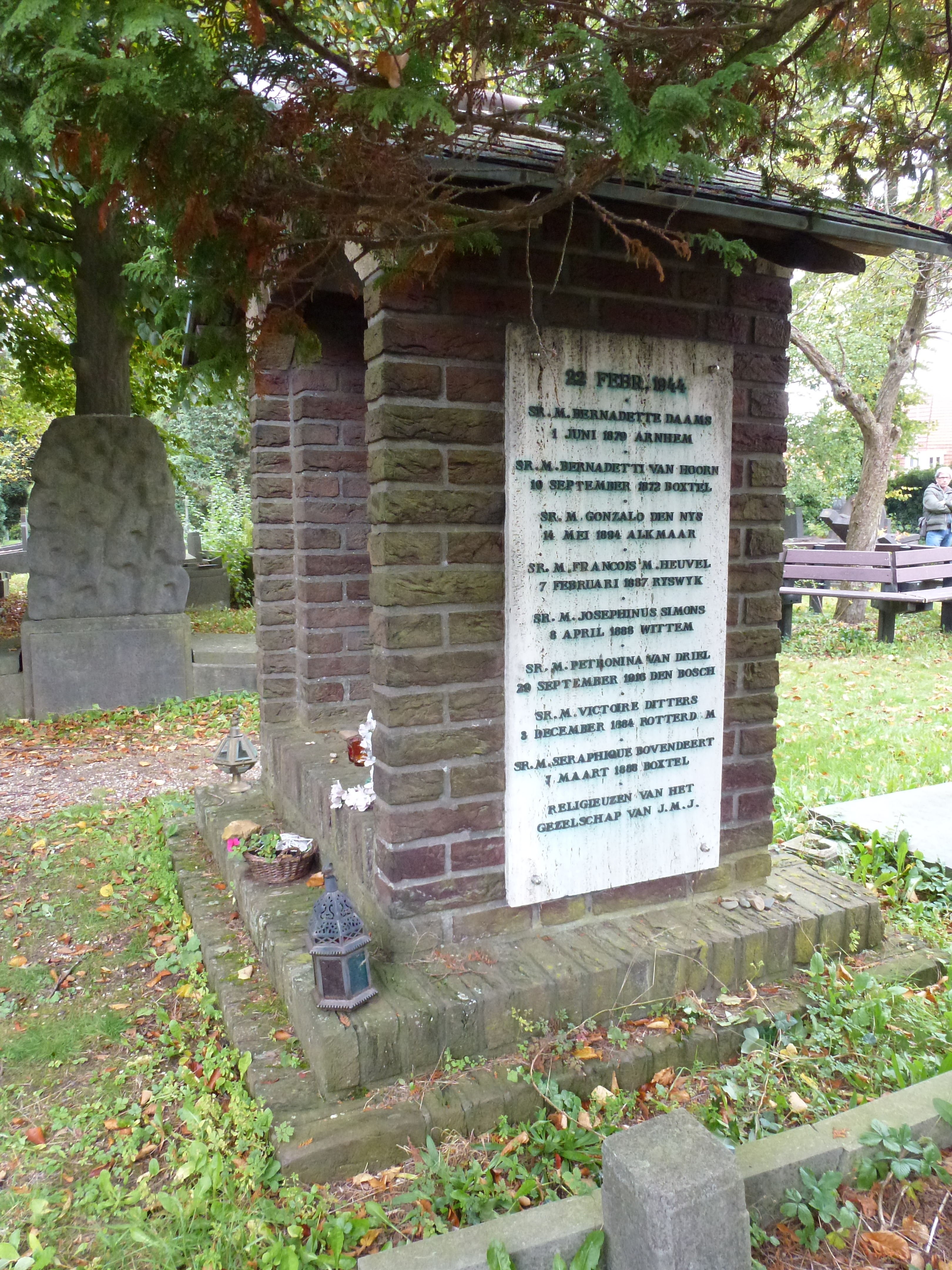
Begraafplaats Daalseweg, kapel met rechts lijst slachtoffers zusters 22-02-1944.
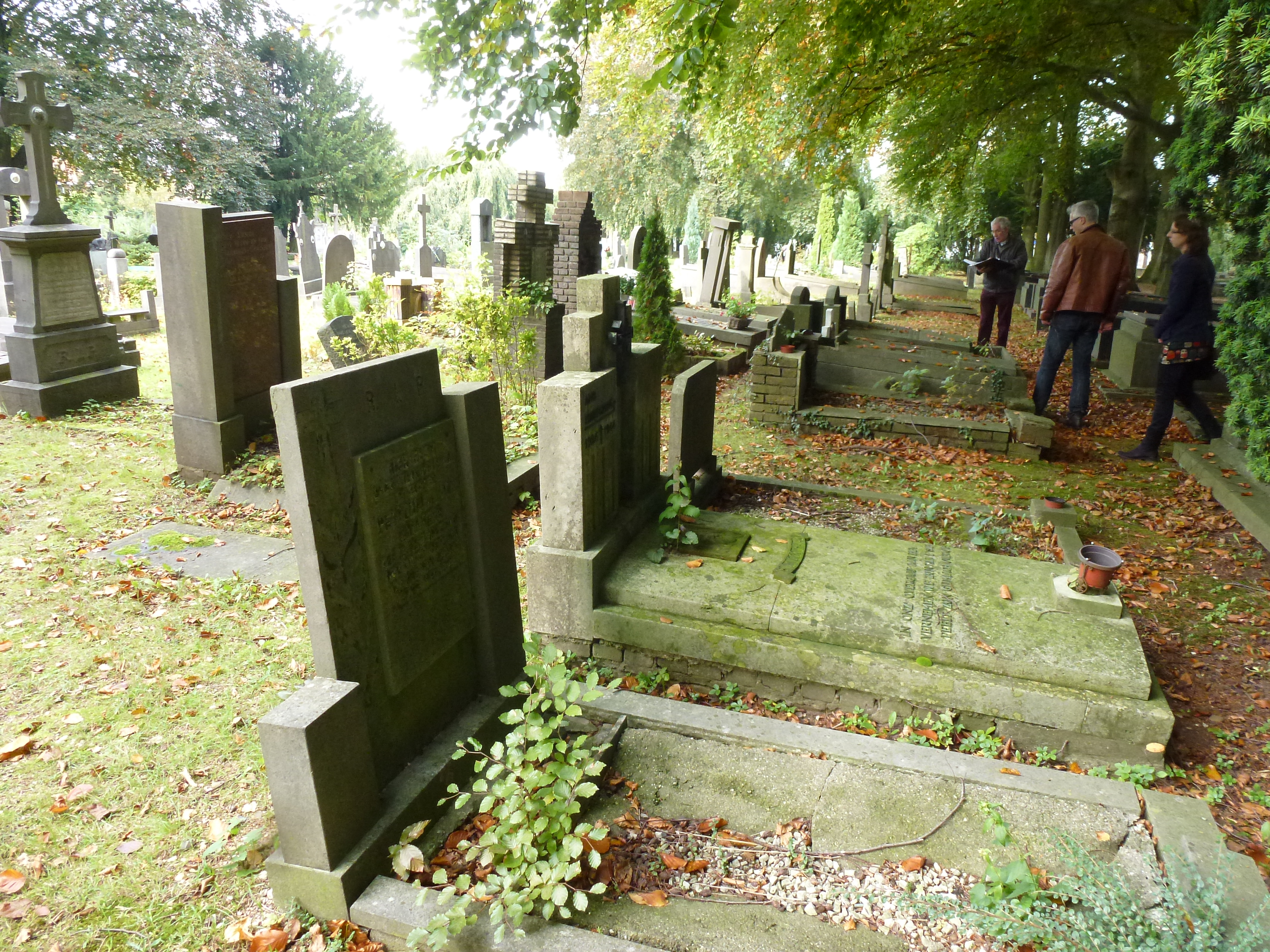
Begraafplaats Daalseweg, twee rijen graven oorlogsslachtoffers 22-02-1944.
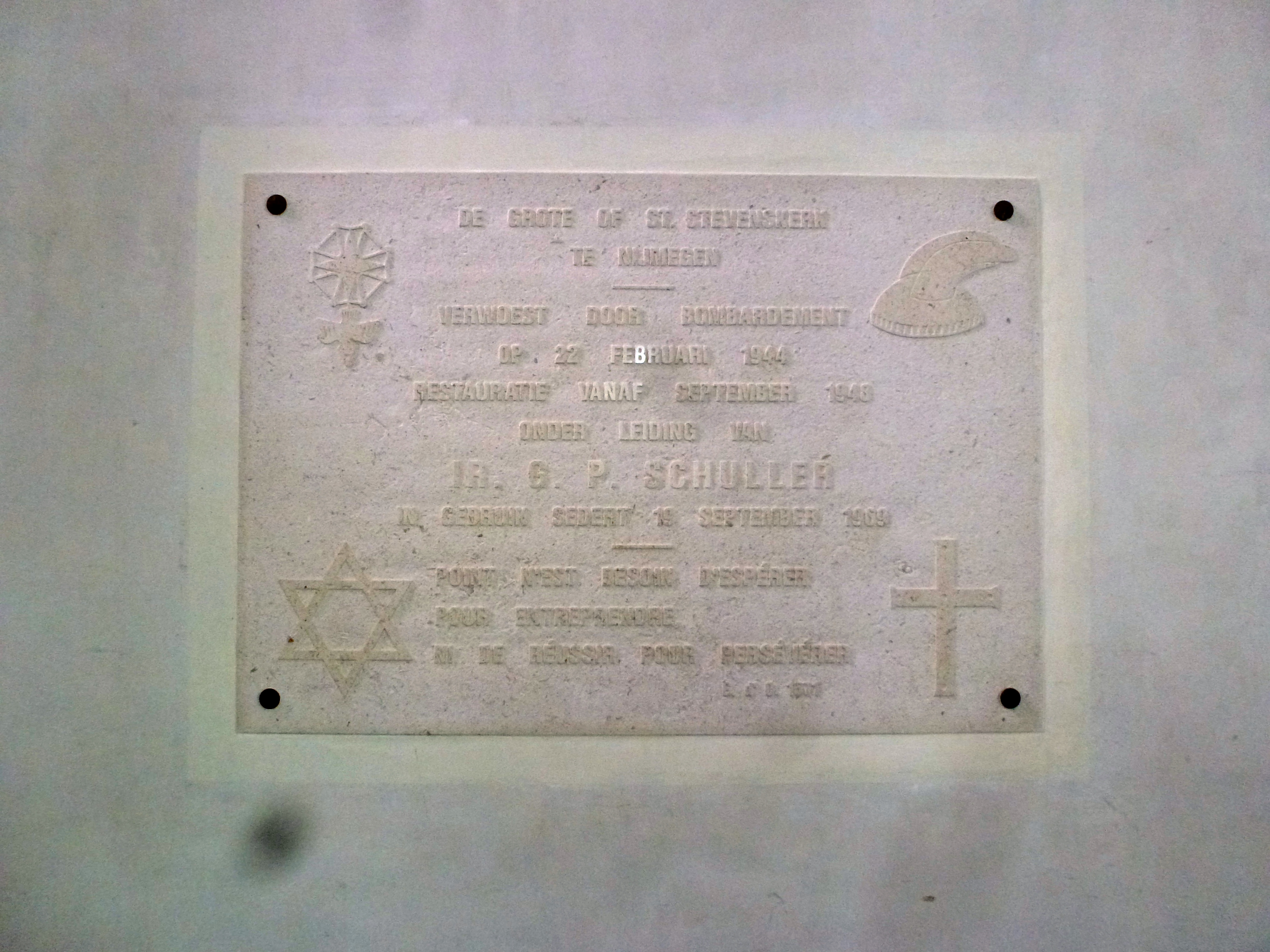
Plaquette St. Stevenskerk bombardement 22-02-1944.
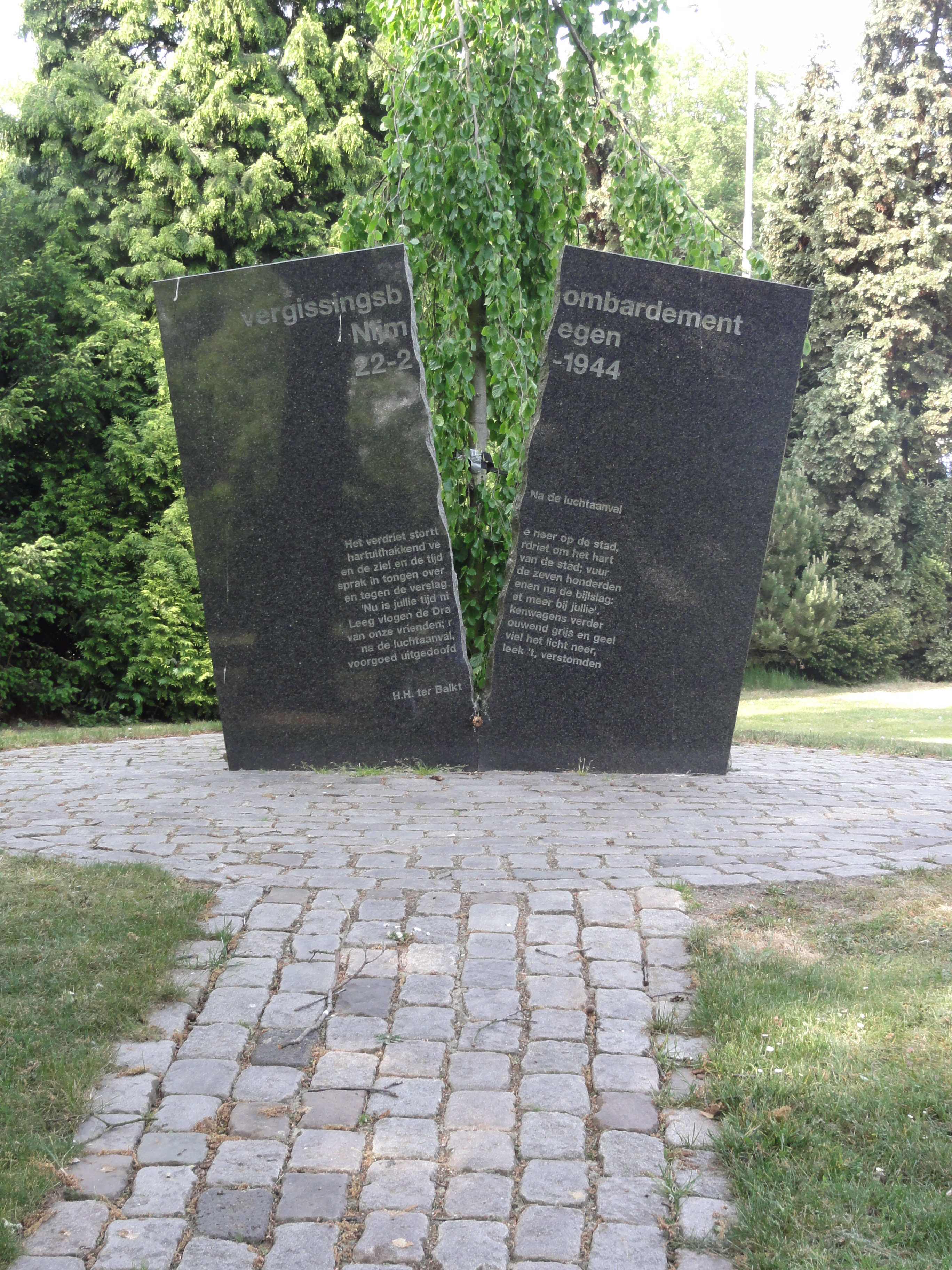
Begraafplaats Graafseweg, monument 22-02-1944.
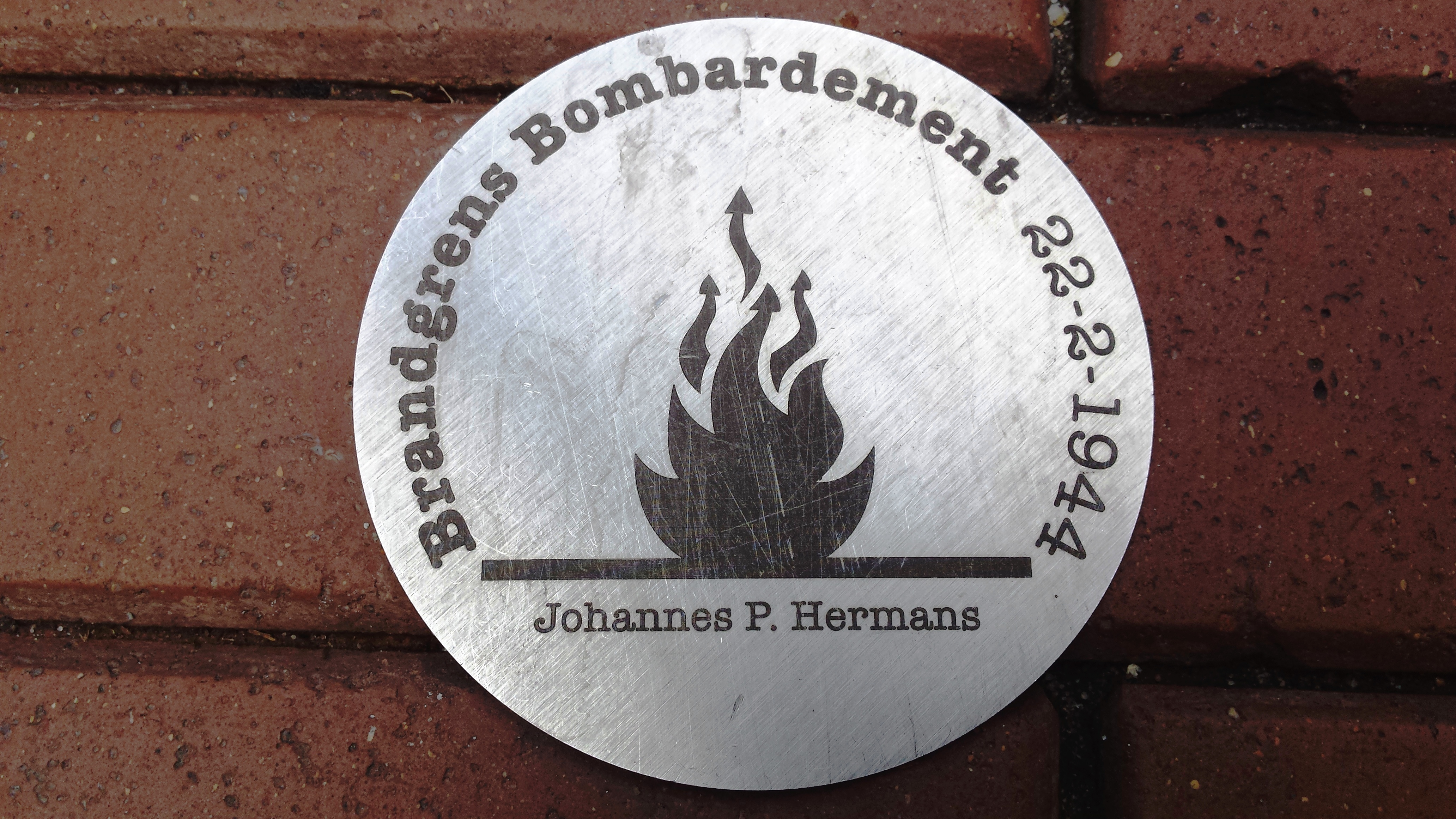
Markering Brandgrens, aangebracht in 2017.
- Nijmegen herdenkt bombardement; februari 2018.